# France ADOT
 (juillet 2015).
France ADOT (fédération des Associations pour le Don d'Organes et de Tissus humains) est une fédération d’associations françaises qui œuvrent dans chaque département pour informer et sensibiliser à la cause du don d'organes, de tissus et de moelle osseuse.
L'association fédère 67 antennes départementales réparties un peu partout sur le territoire français.

## Historique
Créée le 30 juillet 1969 à l'initiative de l'immunologue et Prix Nobel de Médecine, Jean Dausset, par le docteur en pharmacie Maurice Magniez et par le président de la FFDSB Pierre Grange, l'association France ADOT, d'abord nommée FFDOT (Fédération Française Don Organes Tissus humains) puis renommée en 1990, a été reconnue d'utilité publique en février 1978. Cette reconnaissance fut confirmée le 11 avril 2005.
Depuis 2000, elle est présidée par Marie-Claire Paulet.
À la suite de la mort de Grégory Lemarchal le 30 avril 2007, l'association note une recrudescence exceptionnelle des demandes de cartes de donneurs avec 53 411 demandes pour le seul mois de mai 2007, soit l'équivalent de toute l'année 2006 (54 130 demandes), puis 44 755 le mois suivant.
En clair :
1969 : Création de la Fédération des Associations pour le Don d’Organes et de Tissus humains.
1970 : France ADOT propose aux citoyens la carte de donneur d’organes.
1978 : France ADOT obtient la Reconnaissance d’Utilité Publique.
1996 : France ADOT initie la Journée Nationale du Don d’Organes.
2009 : France ADOT est agréée par le ministère de l’Éducation Nationale au titre des associations éducatives complémentaires de l’enseignement public.
2017 : France ADOT remplace sa carte de donneur par la carte d’ambassadeur du don d’organes.
2019 : France ADOT fête ses 50 ans.

## Missions
- Promouvoir les dons d'organes et de tissus dans le respect de l'éthique et de la loi : anonymat, gratuité, volontariat.
- Promouvoir le don de moelle osseuse, constituer et entretenir un panel de plus de 150 000 donneurs de moelle osseuse.
- Favoriser les actions de recherche, d'information, dans le domaine des greffes.
- Permettre une liaison constante avec le corps médical, l'Agence de la biomédecine et ses délégations régionales (Services de Régulation et d'Appui - SRA), France Greffe de Moelle, les unités de prélèvement et de transplantation, les laboratoires d'histocompatibilité, les établissements de transfusion sanguine, les associations de Donneurs de Sang Bénévoles, les associations de patients et les ADOT.
- Promouvoir la charte internationale des organisations qui développent cette éthique.
- Recueillir réflexions et avis de toute personne ou groupe social, quelle que soit la croyance.
- Créer des ADOT dans les départements qui en sont dépourvus.

## Quelques chiffres
Au 1er janvier 2023, la France comptait 10 810 patients en liste d'attente active (donc immédiatement éligibles à une greffe d’organe), tous organes confondus. En 2022, il y avait 20 000 personnes sur liste d'attente, active ou inactive.
Sur les personnes inscrites sur les listes d'attente pour une greffe, 5 494 greffes ont été réalisées (dont 533 à partir de donneurs vivants) en 2022 contre 5 276 en 2021 soit une augmentation de 4 %.
Sur l'année 2022, l’activité de recensement des personnes décédées par mort encéphalique fut recensée à 2 984 donneurs contre 2 812 en 2021 soit une augmentation de 6,1 %. Le taux d’opposition brut global des patients en mort encéphalique a très sensiblement diminué à 33 % contre 33,7 % en 2021 et 33 % en 2020.
Les chiffres de 2020 annoncaient malheureusement 993 personnes décédées faute d'organes.

## Carte d'ambassadeur du don d'organes et de tissus humains

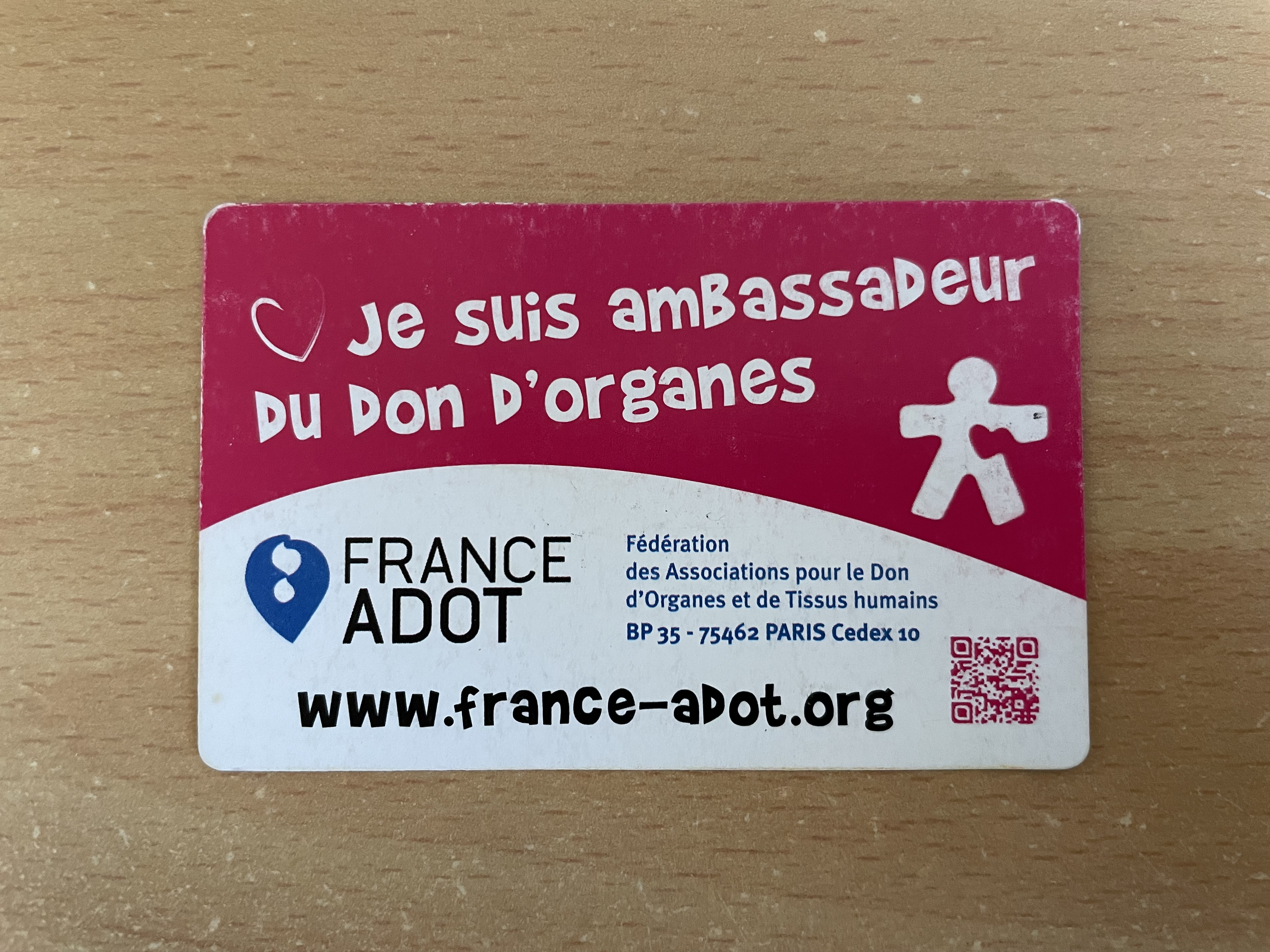
Carte d'ambassadeur du don d'organes (de face).

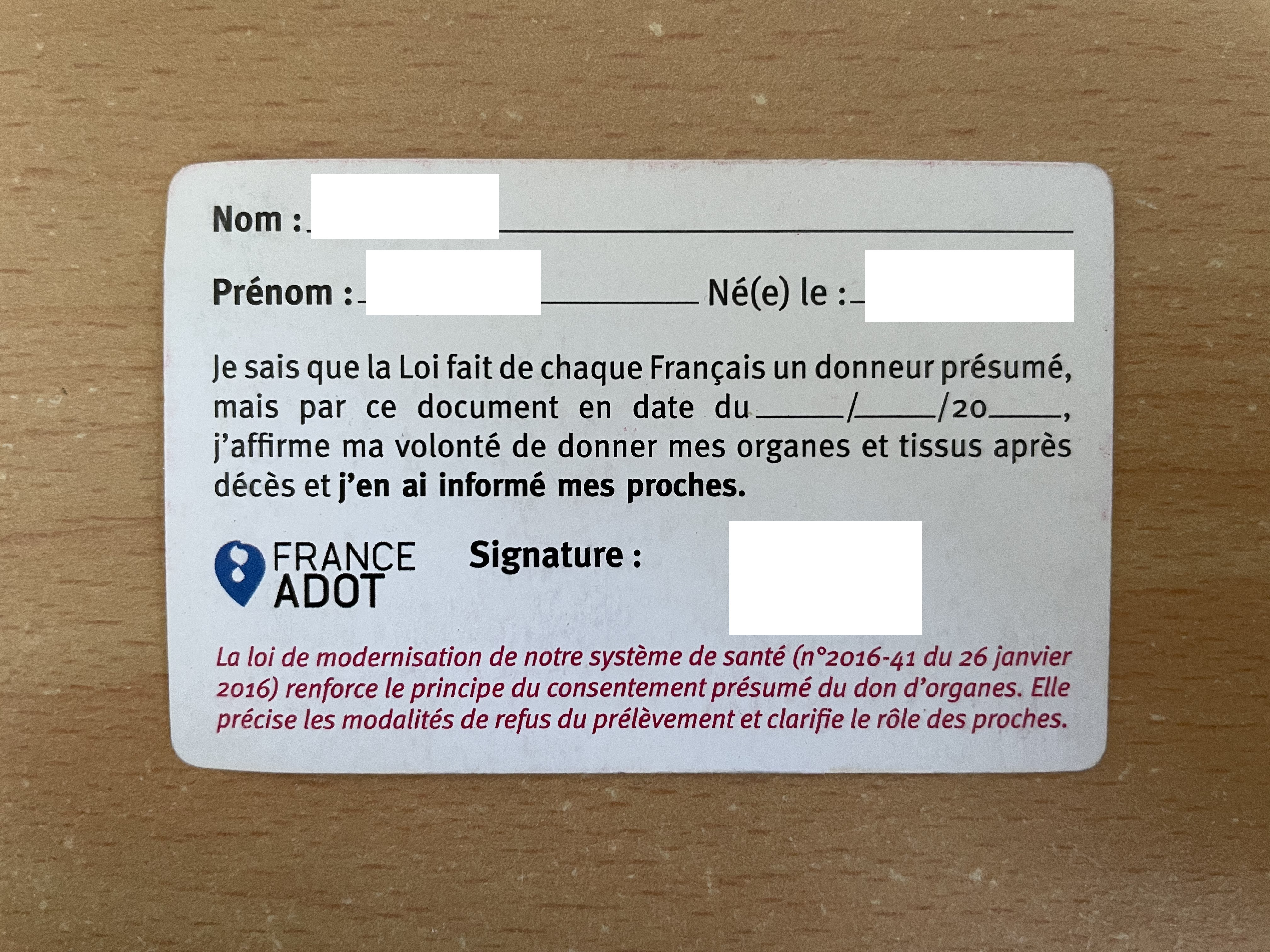
Carte d'ambassadeur du don d'organes (de dos).

France ADOT a mis en place une Carte d'ambassadeur du d'Organes et de Tissus qui permet à chacun de manifester son engagement en faveur du don d'organe. Cette carte n'a pas de valeur juridique mais est un excellent moyen de manifester à ses proches sa volonté de donner ses organes après sa mort.
France ADOT peut également accompagner gratuitement les personnes qui s'opposent au don d'organe en les orientant pour s'inscrire sur le registre national des refus.